# OQEE
OQEE est un service de diffusion vidéo en continu conçu par Free et lancé en juillet 2020, initialement pour ses abonnés Freebox pop et Freebox Delta, avant d'être étendu à l'ensemble des offres fixes. Elle centralise l'accès aux contenus audiovisuels disponibles sur la Freebox, incluant les programmes en direct, les replays et la vidéo à la demande (VOD).

## Caractéristiques principales
1. Système de recommandation : OQEE intègre un système de recommandation qui adapte les suggestions en fonction des préférences de l'utilisateur, ainsi que des événements actuels et de l'heure de la journée.
2. Fonction Start Over : Cette fonction permet de revenir au début d'un programme en direct sur toutes les chaînes disponibles.
3. OQEE Ciné : Un service de streaming AVOD (Advertising Video on Demand) gratuit pour les abonnés Freebox, proposant des films et séries à la demande financé par la publicité[2].